# Wuhan Iron & Steel
Wuhan Iron & Steel (Chinees: 武汉钢铁（集团）公司), afgekort WISCO was China's eerste grote geïntegreerd staalbedrijf. In december 2016 is het bedrijf opgegaan in de China Baowu Steel Group.

## Activiteiten
WISCO maakt voornamelijk vlakstaal voor de scheepsbouw, auto-industrie, spoorwegen, machinebouw en bouw. Het is tevens China's grootste producent van weekijzer.
Het bedrijf is gelegen in de stad Wuhan op een fabrieksterrein van 21 vierkante kilometer aan de oevers van de Jangtsekiang. WISCO heeft onder meer vier ijzerertsmijnen waaruit in 2003 150 miljoen ton werd bovengehaald. In 2006 produceerde het bedrijf 13,8 miljoen ton staal wat het de op zestien na grootste staalproducent ter wereld maakte. WISCO noteerde ook op de Beurs van Shanghai.

## Geschiedenis
In 2012 begon de groep aan de bouw van een nieuwe staalfabriek in de haven van Fangchenggang met een capaciteit van 9,2 miljoen ton op jaarbasis. In ruil zou de regio Guangxi bijna 11 miljoen ton capaciteit van Liuzhou Steel sluiten. Het plan paste in China's doelstellingen om de overproductie in de staalindustrie terug te dringen en tegen 2015 40 procent van de productie naar de kust te verplaatsen om vervuiling en transportkosten te verminderen. In 2015 trok de regio Guangxi zich terug uit de Guangxi Steel-joint venture. Pas in juni 2018 werd begonnen met de bouwwerkzaamheden in Fangchenggang. In juni 2020 werd de fabriek in gebruik genomen. Intussen verwierf de Liuzhou Steel Group ruim 84 procent van Guangxi Steel met de intentie het geheel te verwerven.
In december 2016 werd WISCO overgenomen door Baosteel, destijds de op een na grootste Chine staalproducent, en werd de China Bauwu Steel Group gevormd. De fusie maakte deel uit van een overheidsplan om de staalsector, die met grote overcapaciteit en daardoor ook lage staalprijzen en verliezen kampte, te consolideren. Daardoor zat WISCO in slechte papieren terwijl Baosteel nog wel winstgevend was. Door de fusie werd de op een na grootste staalproducent ter wereld gevormd, na ArcelorMittal. De combinatie produceerde toen zo'n 60 miljoen ton op jaarbasis.